# HAS3
Hijaluronanska sintaza 3 je enzim koji je kod ljudi kodiran genom HAS3.

## Literatura
- Jacobson A, Brinck J, Briskin MJ,  . (2000). „Expression of human hyaluronan synthases in response to external stimuli.”. Biochem. J. 348. Pt 1 (1): 29—35. PMC 1221032 . PMID 10794710. doi:10.1042/0264-6021:3480029.
- Simpson MA, Reiland J, Burger SR,  . (2001). „Hyaluronan synthase elevation in metastatic prostate carcinoma cells correlates with hyaluronan surface retention, a prerequisite for rapid adhesion to bone marrow endothelial cells.”. J. Biol. Chem. 276 (21): 17949—57. PMID 11278609. doi:10.1074/jbc.M010064200 .
- Kuroda K, Utani A, Hamasaki Y, Shinkai H (2001). „Up-regulation of putative hyaluronan synthase mRNA by basic fibroblast growth factor and insulin-like growth factor-1 in human skin fibroblasts.”. J. Dermatol. Sci. 26 (2): 156—60. PMID 11378333. doi:10.1016/S0923-1811(00)00155-9.
- Liu N, Gao F, Han Z,  . (2001). „Hyaluronan synthase 3 overexpression promotes the growth of TSU prostate cancer cells.”. Cancer Res. 61 (13): 5207—14. PMID 11431361.
- Simpson MA, Wilson CM, Furcht LT,  . (2002). „Manipulation of hyaluronan synthase expression in prostate adenocarcinoma cells alters pericellular matrix retention and adhesion to bone marrow endothelial cells.”. J. Biol. Chem. 277 (12): 10050—7. PMID 11790779. doi:10.1074/jbc.M110069200 .
- Sayo T, Sugiyama Y, Takahashi Y,  . (2002). „Hyaluronan synthase 3 regulates hyaluronan synthesis in cultured human keratinocytes.”. J. Invest. Dermatol. 118 (1): 43—8. PMID 11851874. doi:10.1046/j.0022-202x.2001.01613.x .
- Chagnon P, Michaud J, Mitchell G,  . (2003). „A missense mutation (R565W) in cirhin (FLJ14728) in North American Indian childhood cirrhosis.”. Am. J. Hum. Genet. 71 (6): 1443—9. PMC 378590 . PMID 12417987. doi:10.1086/344580.
- Strausberg RL, Feingold EA, Grouse LH,  . (2003). „Generation and initial analysis of more than 15,000 full-length human and mouse cDNA sequences.”. Proc. Natl. Acad. Sci. U.S.A. 99 (26): 16899—903. Bibcode:2002PNAS...9916899M. PMC 139241 . PMID 12477932. doi:10.1073/pnas.242603899 .
- Bullard KM, Kim HR, Wheeler MA,  . (2004). „Hyaluronan synthase-3 is upregulated in metastatic colon carcinoma cells and manipulation of expression alters matrix retention and cellular growth.”. Int. J. Cancer. 107 (5): 739—46. PMID 14566823. S2CID 24405794. doi:10.1002/ijc.11475 .
- Suzuki K, Yamamoto T, Usui T,  . (2004). „Expression of hyaluronan synthase in intraocular proliferative diseases: regulation of expression in human vascular endothelial cells by transforming growth factor-beta.”. Jpn. J. Ophthalmol. 47 (6): 557—64. PMID 14636845. doi:10.1016/j.jjo.2003.09.001.
- Grskovic B, Pollaschek C, Mueller MM, Stuhlmeier KM (2006). „Expression of hyaluronan synthase genes in umbilical cord blood stem/progenitor cells.”. Biochim. Biophys. Acta. 1760 (6): 890—5. PMID 16564133. doi:10.1016/j.bbagen.2006.02.002.
- Campo GM, Avenoso A, Campo S,  . (2007). „TNF-alpha, IFN-gamma, and IL-1beta modulate hyaluronan synthase expression in human skin fibroblasts: synergistic effect by concomital treatment with FeSO4 plus ascorbate.”. Mol. Cell. Biochem. 292 (1–2): 169—78. PMID 16786194. S2CID 37598580. doi:10.1007/s11010-006-9230-7.